# The Beatmaker EP
The Beatmaker EP è un EP di hip hop italiano del produttore torinese Dj Fede, pubblicato dall'etichetta indipendente Original Flavour Production nel 2001. Il lato B contiene tre brani del lato A in versione strumentale e un brano a cappella realizzato con le voci usate per lo scratch realizzato dai dj Vigor (ex Otierre) e Double S.

## Tracce

### Lato A
1. Intro - ft. Masta Ace
2. ? - ft. Dj Double S e Lord Bean
3. Il corpo - ft. Dj Vigor e Kaso
4. La soluzione - ft. Didez e Dj Double S

### Lato B
1. ? strumentale - ft. Dj Double S
2. Il corpo strumentale - ft. Dj Vigor
3. La soluzione strumentale - ft. Dj Double S
4. Voci acappella per scratches